# Церква пророка Іллі (Галич)
Церква пророка Іллі, церква святого Іллі — неіснуюча споруда давньоруської доби, побудована найімовірніше у XII ст., що знаходилась на Схід від дитинця давнього Галича. Стіни споруди існували до початку ХІХ століття, коли були розібрані як будматеріал для митрополичих палат у Крилосі. Була унікальним зразком галицької архітектури, що поєднувала тип ротонди з високою вежею-дзвіницею. Таке вирішення, згодом, була притаманним лемківському сакральному будівництву.

## Історія досліджень
Перші розкопки фундаментів втраченої споруди проведені Л.Лаврецьким та І.Шараневичем у 1884 (або 1886)-87 роках. Восени 1884 розкопано частину фундаменту, тоді ж було виконано їх перший приблизний план. У 1887 відкрили цілий фундамент. Виявилось, що це була ротонда, до якої із заходу прилягав прямокутний притвір, а зі сходу – півкругла апсида. Під час розкопок знайдено деталі архітектурного оздобленя, рештки порталу - восьмигранні колонки і ввлки з архівольту, кам'яні блоки, покриті оловом чопи. Також, коло храму виявлено поховання та хрестик візантійського стилю. У 1955 році повторні дослідження, які проводила експедиція під керівництвом Михайла Каргера, уточнила план пам’ятки, підтвердила одночасність спорудження всіх частин храму, та виявила фрагменти тиньку з синьою фарбою, що дає можливість говорити про тонування внутрішніх стін. У південній частині західного притвору виявлено зруйнований кам'яний саркофаг.

## Походження
Єдиним документом, який вказує дату побудови церкви є опис монастиря 10 жовтня 1749 року, здійснений консультантом ЧСВВ Олександром Земкевичем в якому роком спорудження храму вказаний 1071. Разом із тим, така рання дата, давно викликала скептичну оцінку дослідників.
Можливо засновником цього монастиря був згаданий у 1206-1208 роках боярин Ілля Щепанович.  Частково підтвердити це припущенням може топоніміка оскльки урочище Приклиїів сад (сад пророка Іллі) межує з урочищем Убич, до якого полягає урочище Штепанівка зі слідами двох рядів оборонних валів та складною системою з'їздів у долину Мозолевського потоку. Хоча городище не є чітко датованим, імовірно що назва самого урочища може бути пов'язане з іменем вищезгаданих боярина.
Наявні архітектурно-археологічні матеріали, дослідниками розглядаються як аргументи на користь датування храму другою половиною XII, кінцем XII, або рубежем XII-XIII століть.

## Архітектура
Довжина споруди становить 20,3 м, а ширина 9,5 м. Платформа фундаменту завширшки 1,1-2,2 м. Глибина закладки конструкції неодинакова: у східній частині – 1,3 м, а західній – до 1,7 м. Фундаменти всіх трьох частин плану споруджувались одночасно. Вони є складені з дрібного річкового каменю і окришин вапняка на будівельній заправі, до якої додавались галька, битий вапняк та деревне вугілля. На розкопках було знайдено уламки різьблених та тесаних архітектурних деталей. Це фрагменти надпортальної дуги (архівольта), прикрашеної рослинним орнаментом частини гранчастих та круглих колонок, а також плита з отвором для п’яти дверей. Лише один кусочок штукатурки із синьою фарбою дає підставу говорити про можливе тонування внутрішніх стін. У південній частині притвору виявили залишки зруйнованого саркофагу, який був складений з кількох обтесаних і припасованих кам’яних плит.
Тип ротонди св.Іллі не знаходить аналогів у архітектурі Давньої Русі, але відомий у Середній Європі (ротонди св.Іржі в Ржіпі – Чехія, св.Прокопа у Стшельио – Польща). На основі цих пам’яток і архітектурно-археологічного аналізу галицьку ротонду датують 2 пол. XII ст. На нашу думку храм мав ступінчасту і виразно тридільиу композицію об’єму.
Після останніх досліджень церквище св.Іллі відносно добре законсервоване. План фундаментів прочитується на поверхні землі. На ньому не проводять оранки. Розміщення пам’ятки поблизу шосе міжнародного значення вселяє надію на близьке будівництво тут павільйону-музею з експозицією дорогоцінних решток храму.

## Галерея

Фундаменти церкви за М.Каргером
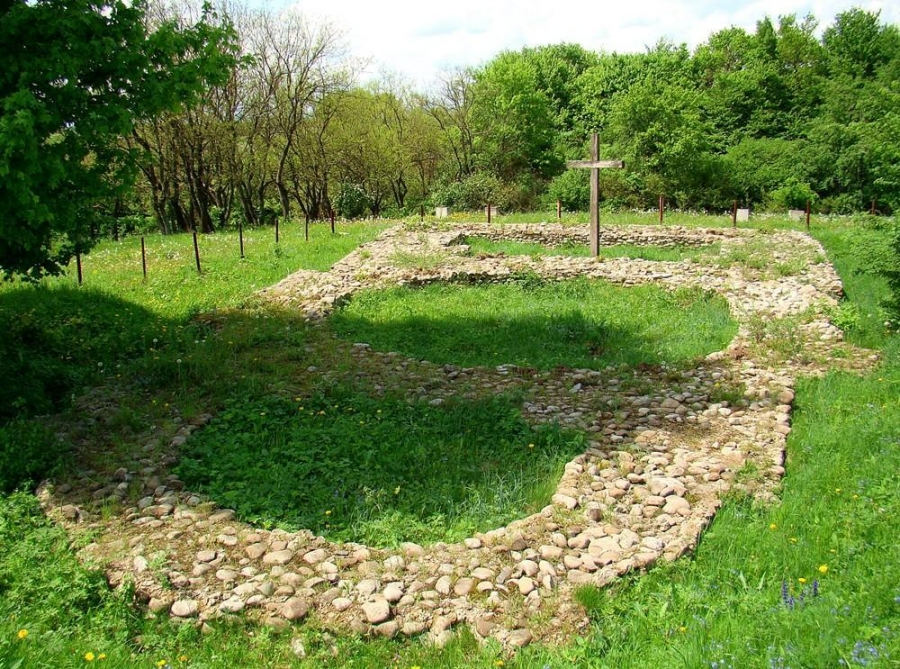
Трасування фундаментів
Реконструкція південного фасаду Ю. Лукомського
Вид з Пд-Сх., реконструкція Ю.Диби, Р.Франківа, В. Петрика
Західний фасад, реконструкція Ю.Диби, Р.Франківа, В. Петрика
Східний фасад, реконструкція Ю.Диби, Р.Франківа, В. Петрика